# 甘州·记玉关踏雪事清游
《甘州·记玉关踏雪事清游》，是南宋词人张炎在宋亡国后的词作，写于1291年（元至元二十八年）。

## 诗词原文
|  | 记玉关、踏雪事清游。 寒气脆貂裘。 傍枯林古道，长河饮马，此意悠悠。 短梦依然江表，老泪洒西州。 一字无题处，落叶都愁。 载取白云归去，问谁留楚佩，弄影中洲。 折芦花赠远，零落一身秋。 向寻常野桥流水，待招来、不是旧沙鸥。 空怀感，有斜阳处，却怕登楼。 |

## 背景
辛卯岁（元至元二十八年，1291年），张炎43岁，同沈尧道应召北上燕京（今北京）写经，回到越州（今绍兴）后，创作此曲，寄给赵学舟。

## 评价
俞陛云称赞这首词说：“通首警重，无懈可击。”